# Бойові мистецтва Японії

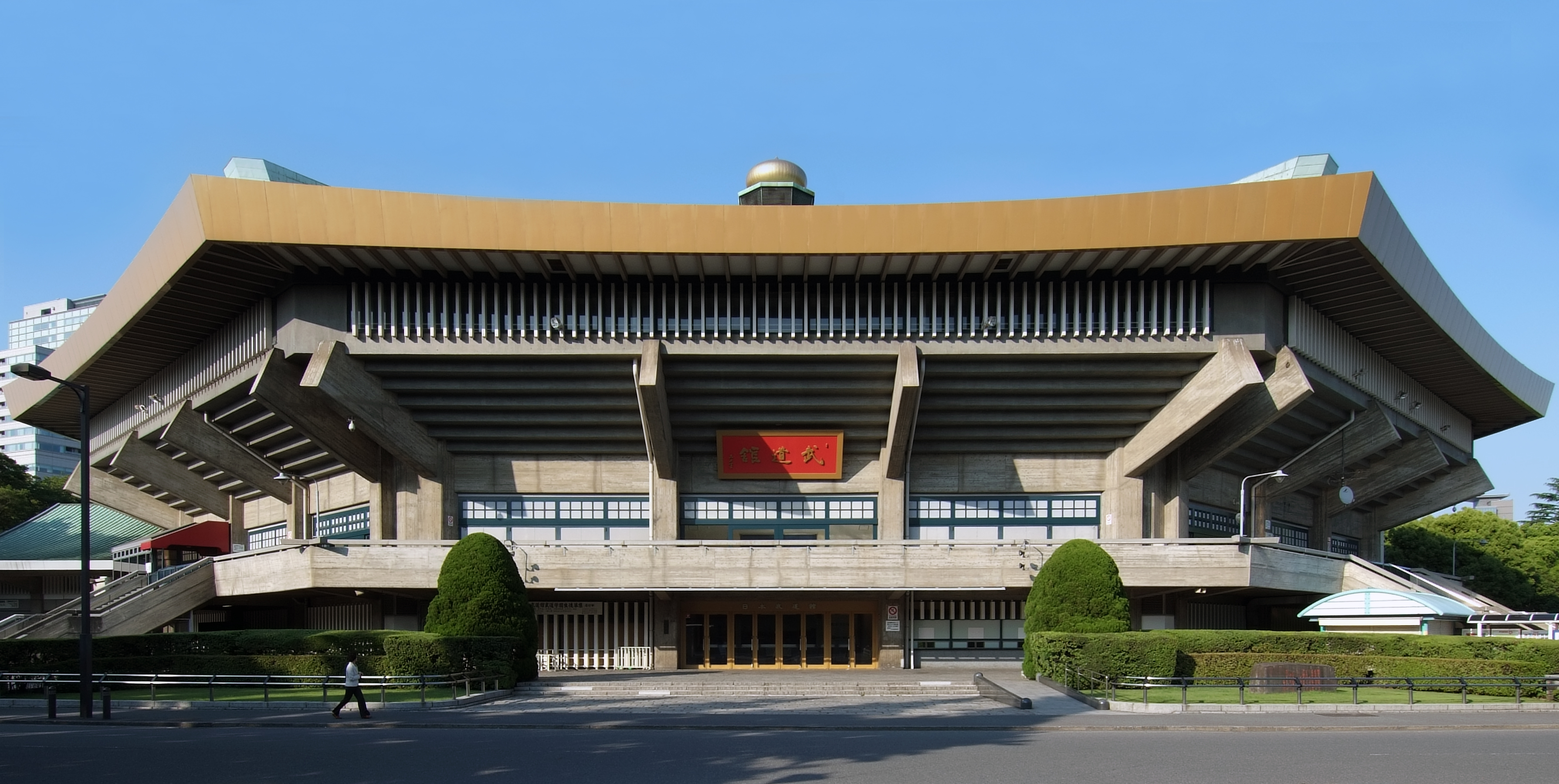
Палац бойових мистецтв Японії.

Японські бойові мистецтва — група бойових мистецтв, об'єднаних спільним походженням. Завдяки кіно- та відеофільмам зажили великої популярності у світі.

## Короткі відомості
Першим з них можна вважати сумо, силову боротьбу, що спочатку включала в себе окрім кидків, також удари. Пізніше бойові мистецтва розвивалися в середовищі самураїв і мали спільну назву — будо («шлях воїна»). Сюди входять:
- дзюдзюцу → дзюдо (боротьба)
- кендзюцу → кендо (фехтування на мечах)
- іаідзюцу → іайдо (вміння блискавично вихоплювати меча)
- наґінатадзюцу (вміння битися алебардою)
- суйейдзюцу (вміння плавати у складних умовах)
- кюдзюцу → кюдо (стрільба з луку)
- бодзюцу (вміння битися важкою (інколи залізною) жердиною)
- дьодзюцу (вміння битися киями)
- содзюцу (вміння битися списом)
- інші.

Тобто будо включало в себе як оволодіння власне навичками боротьби (голіруч чи холодною зброєю), так і допоміжні військові дисципліни (те ж плавання). Кожне з самурайських мистецтв розвивалося у численних школах, котрі часто мало різнилися між собою. Приміром дзюдзюцу розвивали приблизно 200 шкіл, кендзюку — більше тисячі. Деякі з них із часом занепали. Інша військова традиція розвивалася в середовищі професійних шпигунів — ніндзя. Їхнє мистецтво мало загальну назву ніндзюцу і охоплювало (як і будо) цілий комплекс різних напрямків підготовки. Ніндзюцу також поділялося на багато шкіл:
- когарю
- ігарю
- дзікісінрю
- тогакуре
- інші

Більшість шкіл (як і ніндзя) зникли. Наразі відомий лише патріарх школи Тогакуре.
В літературі до японських бойових мистецтв також відносять численні школи карате. Проте в інших джерелах їх класифікують як японські.
| Прапор Японії | Це незавершена стаття про Японію. Ви можете допомогти проєкту, виправивши або дописавши її. |